# David Reigle
David Reigle (Danville, Pennsylvania, Verenigde Staten, 22 augustus 1952) is een Amerikaanse auteur, theosoof en onafhankelijk onderzoeker van Indiase Sanskriet geschriften en hun Tibetaanse vertalingen. Hij heeft over boeddhistische leringen geschreven en onderzoek gepubliceerd naar de boeken, die aan de theosofie ten grondslag liggen. Dit zijn de Boeken van Kiu-te, de rgyud-sde, de Tibetaans boeddhistische tantra's en het zogeheten Boek van Dzyan, dat nog altijd niet is geïdentificeerd.

## Biografie
David Reigle raakte in 1978 in de theosofie geïnteresseerd. Hoewel hij in 1978 zijn studie Sanskriet aan de University of California begon, maakte hij die studie niet af, maar koos hij er voor zijn Sanskriet studie onafhankelijk voort te zetten. In 1979 begon hij Tibetaanse studies met een privé-leraar in Dharamsala in India. Hij publiceerde zijn bevindingen in de Indo-Iranian Journal.

## Werk

### Boeken van Kiu-te
Volgens Helena Blavatsky, de (mede)stichter van de Theosophical Society, zijn de Boeken van Kiu-te een serie teksten, waarvan sommigen openbaar en andere geheim zijn. De geheime teksten bestaan uit de Stanza's van Dzyan die door Blavatsky zouden zijn vertaald als basis van haar hoofdwerk De Geheime Leer. De openbare teksten van de Kiu-te, waarvan werd gezegd dat ze in het bezit van Tibetaanse kloosters zijn, bleven lang ongeïdentificeerd. In 1981 herkende Reigle hen als de rgyud-sde, de Tibetaans boeddhistische tantra's. Henk Spierenburg had deze ontdekking zes jaar eerder gedaan in een Nederlands artikel. Reigle had daar geen kennis van genomen.
Reigle schreef The Books of Kiu-te, or the Tibetan Buddhist Tantras: A Preliminary Analysis (1983). Dit boek gaat over de boeddhistische tantra's, die gevonden zijn in Tibetaanse vertaling in de Tibetaanse Kangyur en de commentaren in de Tibetaanse Tengyur en heeft een bibliografie van de toen beschikbare uitgaven van de originele werken in het Sanskriet.

### Kalachakra
Reigle ontving in 1981 de Kalachakra initiatie van de dalai lama in Madison in Wisconsin, toen deze inwijding voor het eerst in het Westen werd gegeven. Reigle begon daarop aan de Vimalaprabhā, het grote commentaar in het Sanskriet op de Kalachakra-tantra, die toen nog niet was uitgegeven. In 1986 publiceerde hij het pamflet: The Lost Kalachakra Mula Tantra on the Kings of Sambhala, waarin hij de namen van de koningen van Shambhala noemde, met citaten uit acht Sanskriet manuscripten. Kalacakra Sadhana and Social Responsibility zag het licht in 1996, over het voordeel van de praktijk van Kalachakra, niet alleen voor het individu, maar ook voor de samenleving als geheel. In 1998 richtte Reigle samen met Andy Wistreich het internationale Kalachakra Network op. Reigle droeg een essay bij met de titel: As Long as Space Endures: Essays on the Kalacakra Tantra in Honor of H.H. the Dalai Lama (2009). In 2012 werd zijn lange artikel The Kalacakra Tantra on the Sadhana and Mandala uitgegeven in de Journal of the Royal Asiatic Society.

### Het Boek van Dzyan
Het Boek van Dzyan lag volgens Blavatsky ten grondslag aan onder meer Kiu-ti (Kiu-te) en Siphrah Dzeniouta (Sifra di-tseniutha). 'Deel I van 'Isis' begint met een verwijzing naar 'een oud boek': 'Zo oud, dat onze hedendaagse oudheidkundigen een onbepaalde tijd over zijn bladzijden zouden kunnen peinzen en het toch niet geheel eens kunnen worden over de aard van het weefsel waarop het is geschreven. Het is het enige oorspronkelijke exemplaar dat nu bestaat. Het oudste Hebreeuwse document over occulte kennis - de Siphrah Dzeniouta - werd eruit samengesteld, en dat in een tijd toen het eerstgenoemde al werd beschouwd als een literair overblijfsel. (..) Dit 'heel oude boek' is het origineel waaruit de vele delen van Kiu-ti werden samengesteld. niet alleen dit laatstgenoemde en de Siphrah Dzeniouta, maar zelfs de Sepher Jezirah, dat door de Hebreeuwse kabbalisten werd toegeschreven aan hun aartsvader Abraham (!), het boek Shu-King, China's oorspronkelijke bijbel, de heilige boeken van de Egyptische Thoth-Hermes, de Pûranas in India, het Chaldeeuwse Boek van de getallen en de Pentateuch zelf, zijn allemaal ontleend aan dat ene oorspronkelijke boekje.'
Veel van Reigles onderzoek is gericht op het opsporen van dit zogenoemde Boek van Dzyan. Artikelen over het Boek van Dzyan en de Boeken van Kiu-te werden gepresenteerd op drie Sectret Doctrine conferenties in 1984, 1988 en 1998. Four Book of Dzyan Research Reports verschenen in de periode 1995-1997. Deze zeven teksten zijn opgenomen in een boek dat Reigle samen met zijn vrouw Nancy schreef: Blavatsky's Secret Books: Twenty Years' Research. In februari 2012 werd een blog begonnen over het Boek van Dzyan. Een samenvatting van het onderzoek werd gegeven in het artikel: The Book of Dzyan: The Current State of the Evidence, waarin hij schrijft: 'Ik ben belangrijk, bijkomstig bewijs tegengekomen ten gunste van de authenticiteit van het Boek van Dzyan.
Volgens Reigle, in zijn The Book of Dzyan: The Current State of the Evidence (2013), komt Dzyan van het Sanskriet jñāna, wat kennis, wijsheid betekent. Reigle ontdekte vijf parallelle thema's van het Boek van Dzyan in andere boeken, waarvan er vier pas in de 20e eeuw werden vertaald, zoals het commentaar Vimalaprabhu op de Kalacakratantra (vertaling 1986-1994), de Abhidharma-kosá en Bhasya (commentaar) van Vasubandhu (vierde eeuw, vertaling 1923-1931), de Ratna-gotra-vibhaga, een van de vijf aan Maitreya toegeschreven boeken (vertaling 1932) en Pali Samyatta-nikaya of Sanskriet Samyukta-agama. Hierin komen de thema's over verschillende manieren van geboorte van mensen (upapaduka zelfgeboren, samsvedaja zweetgeboren, andaya eigeboren, jarayuja 'baarmoedergeboren') aan de orde, als wel 'ruimte' of 'oorspronkelijke element' (dhatu), 'kiem' (gotra) en 'grote adem' (maha prana), die een grote rol spelen in de 'Stanza's van Dzyan'. Verder noemt Reigle de 'Scheppingshymne' in de Rig Veda (X.129), maar die was als enige van de 'parallellen' al in Blavatsky's tijd vertaald. Het idee dat de mensen in andere tijden op andere manieren ter wereld kwamen, zoals besproken in de 'Antropogenese', Deel II van De Geheime Leer, blijkt dus niet aan Blavatsky's 'fantasie' te zijn ontsproten. Dat idee werd al uit de doeken gedaan in de Abhidharma-kosá van Vasubhandu.